# Institute of Geological and Nuclear Sciences
Das Institute of Geological and Nuclear Sciences Limited (GNS), in Kurzform auch GNS Science genannt, ist eines von acht neuseeländischen Crown Research Institutes. Das Institut hat die Aufgabe im Bereich der Geowissenschaften zu forschen und das gewonnene Wissen ökologisch, ökonomisch und in sozialer Weise nutzbringend in Anwendung zu bringen. Der Forschungsbereich des Instituts ist in drei große Bereiche unterteilt, dem Bereich Natürliche Ressourcen, dem Bereich Naturkatastrophen und der Isotopforschung.
Wie alle staatlichen Organisationen in Neuseeland, so hat auch die GNS Science eine maorische Bezeichnung, nämlich Te Pū Ao, und sinngemäß mit "die Grundlage, der Ursprung und die Quelle der Welt in seiner Gesamtheit" übersetzt werden kann.
Großer öffentlicher Aufmerksamkeit und Beliebtheit erfreut sich der Onlineservice GeoNet des Instituts, in dem die Bevölkerung Neuseelands in Bezug auf Erdbeben, vulkanische Aktivitäten, Erdrutsche und Tsunamies aufgeklärt wird und zum Teil fast in Echtzeit an Ereignissen wie den seismischen Aktivitäten des Landes Teil haben kann.

## Sitz
Der Hauptsitz des Instituts befindet sich in Lower Hutt. Neben dem National Isotope Centre in Lower Hutt betreibt das Institut noch zwei weitere Forschungszentren, das Wairakei Research Centre in Wairakei, ca. 7 km nördlich von Taupō zu finden und das Dunedin Research Centre in Dunedin, auf der Südinsel Neuseelands gelegen.

## Geschichte
Das Institute of Geological and Nuclear Sciences geht eigentlich aus dem Zusammenschluss der vier Institute New Zealand Geological Survey (1865–1990), DSIR Geophysics Division (1951–1990), Institute of Nuclear Sciences (1959–1992) und DSIR Geology and Geophysics (1990–1992) hervor, wobei die erstgenannten zuerst in DSIR Geology and Geophysics umgewandelt und dann zusammen mit dem Institute of Nuclear Sciences zur GNS zusammengeführt wurden.
Bereits in den 1980ern begann die neuseeländische Regierung den Bereich Forschung und Wissenschaft neu zu strukturieren. 1989 wurde dafür das Ministry of Research, Science and Technology (Ministerium für Forschung, Wissenschaft und Technologie) mit dem Ziel geschaffen, die Regierung zu beraten, Entscheidungsprozesse vorzubereiten, Mittelvergaben zu priorisieren und die Erfolgskontrolle einzuführen. Darüber hinaus wollte man für die verschiedensten Aufgabenbereiche unterschiedliche Institute schaffen, die unter Regierungsaufsicht eigenständig und eigenverantwortlich wirtschaften sollten und die dann unter diesen Bedingungen mit einem eigenen Regelwerk erfolgsbezogen öffentliche und privatwirtschaftliche Aufträge erledigen würden.
Mit dem Crown Research Institutes Act 1992 wurden zu diesem Zweck zunächst zehn Crown Research Institutes gegründet, von denen heute acht Institute noch existieren. Das GNS Science ist eines davon. Mit dem Companies Act 1993 wurden alle Institute zu Gesellschaften mit beschränkter Haftung (Limited) umgewandelt. GNS Science ist heute, wie alle anderen Crown Research Institutes auch, der Crown Company Unit (kontrollierende und beratende Abteilung) des Finanzministeriums und dem verantwortlichen Minister für Forschung, Wissenschaft und Technologie unterstellt. Beide verantwortlichen Minister werden auch immer jeweils als Shareholder der acht Crown Research Institutes registriert.

## Firmenbeteiligung
- GNS Science International Limited, Lower Hutt, gegründet am 20. November 2006.